# Рожитец
Рожитец — деревня в Кулейской волости Печорского района Псковской области.
Расположена на юго-восточном берегу острова Каменка в западной части Псковского озера. На острове в 2 км к северу находится деревня Каменка.

## Население
Численность населения деревни Рожитец составляет 28 жителей по состоянию на 2000 год.
| 2001 | 2002 | 2010 |
| ---- | ---- | ---- |
| 28   | ↘18  | ↘11  |

## Топографические карты
- Лист карты O-35-XXII Печоры. Масштаб: 1 : 200 000. Издание 1967 г.